# Кай Доннер
Кай Доннер (швед. Kai (Karl) Reinhold Donner 1 квітня 1888, Гельсінгфорс, Велике князівство Фінляндське — 12 лютого 1935, Гельсінкі, Фінляндія) — фінський лінгвіст, етнограф і політик.

## Життєпис
Його батько — Отто Доннер був сенатором, професором санскриту та порівняльного мовознавства Гельсингфорського університету; в 1883 заснував Фіно-угорське товариство.
У 1909 Кай Доннер разом з Броніславом Маліновським вивчав антропологію в Кембриджському університеті під керівництвом батька.
У 1911–1914 зробив дві експедиції в Сибір, де вивчав самоїдські народи, проте у зв'язку з початком Першої світової війни змушений був повернутися на батьківщину.
Після повернення до Фінляндії організував набір студентів для проходження військової підготовки в Німеччині. Був одним з активістів єгерського руху. Після закінчення громадянської війни у Фінляндії взяв участь у військовому поході в Східну Карелію.
З 1924 — доцент кафедри уральських мов Університету Гельсінкі.
Доннер опублікував чотири великі роботи з етнографії, був піонером нових методів у антропології і доніс до наукового світу культуру раніше маловивчених народів.